# Sandy Vee
Sandy Julien Wilhelm, connu sous Sandy Vee (né à Toulouse), est un DJ et producteur français. 

## Biographie
À l'origine musicien, bassiste de talent, il devient producteur de musique house et commence à travailler avec des artistes pop depuis 2009. Il produit de nombreux artistes internationaux comme Britney Spears, Ne-Yo, Rihanna, Taio Cruz, Katy Perry, Black Eyed Peas, et David Guetta,.
Sandy Vee gagne au Grammy Awards dans la catégorie « meilleur enregistrement dance », lors de la 53e cérémonie grâce au titre de Rihanna Only Girl (In the World), il est également proposé pour l'album de Katy Perry : Teenage Dream,.

## Discographie
| Année | Artiste                  | Album                  | Chanson                            |
| ----- | ------------------------ | ---------------------- | ---------------------------------- |
| 2009  | David Guetta             | One Love               | Gettin' Over You                   |
| 2009  | David Guetta             | One Love               | Sexy Bitch                         |
| 2009  | David Guetta             | One Love               | On the Dancefloor                  |
| 2009  | David Guetta             | One Love               | Missing You                        |
| 2009  | David Guetta             | One Love               | One Love                           |
| 2009  | David Guetta             | One Love               | I Wanna Go Crazy                   |
| 2009  | David Guetta             | One Love               | If We Ever                         |
| 2009  | David Guetta             | One Love               | It's Your Life                     |
| 2010  | Kelly Rowland            | Here I Am              | Commander                          |
| 2010  | Taio Cruz                | Rokstarr               | Higher                             |
| 2010  | Katy Perry               | Teenage Dream          | Firework                           |
| 2010  | Akon                     | Stadium                | Angel                              |
| 2010  | Pitbull                  | Planet Pit             | Hey Baby (Drop It to the Floor)    |
| 2010  | Rihanna                  | Loud                   | S&M                                |
| 2010  | Rihanna                  | Loud                   | Only Girl (In the World)           |
| 2010  | Ne-Yo                    | Libra Scale            | Beautiful Monster                  |
| 2010  | Black Eyed Peas          | The Beginning          | Everything Wonderful               |
| 2010  | Black Eyed Peas          | The Beginning          | Phenomenon                         |
| 2010  | Sean Kingston            | TBA                    | Party All Night (Sleep All Day)    |
| 2011  | Alexis Jordan            | Alexis Jordan          | Good Girl                          |
| 2011  | Alexis Jordan            | Alexis Jordan          | Hush Hush                          |
| 2011  | Nicole Scherzinger       | Killer Love            | Wet                                |
| 2011  | Britney Spears           | Femme Fatale           | Selfish                            |
| 2011  | David Guetta             | Nothing but the Beat   | Where Them Girls At                |
| 2011  | Depeche Mode             | Remixes 2: 81–11       | Personal Jesus 2011 (Stargate Mix) |
| 2011  | Selena Gomez & the Scene | When the Sun Goes Down | Middle of Nowhere                  |
| 2011  | Kelly Rowland            | Here I Am              | Commander                          |
| 2011  | Leona Lewis              | Glass Heart            | Collide                            |